# Somogyi Károly (kanonok)
Somogyi Károly (Tiszaföldvár, 1811. április 1. – Esztergom, 1888. március 20.) esztergomi kanonok, könyvtáralapító, az MTA tagja.

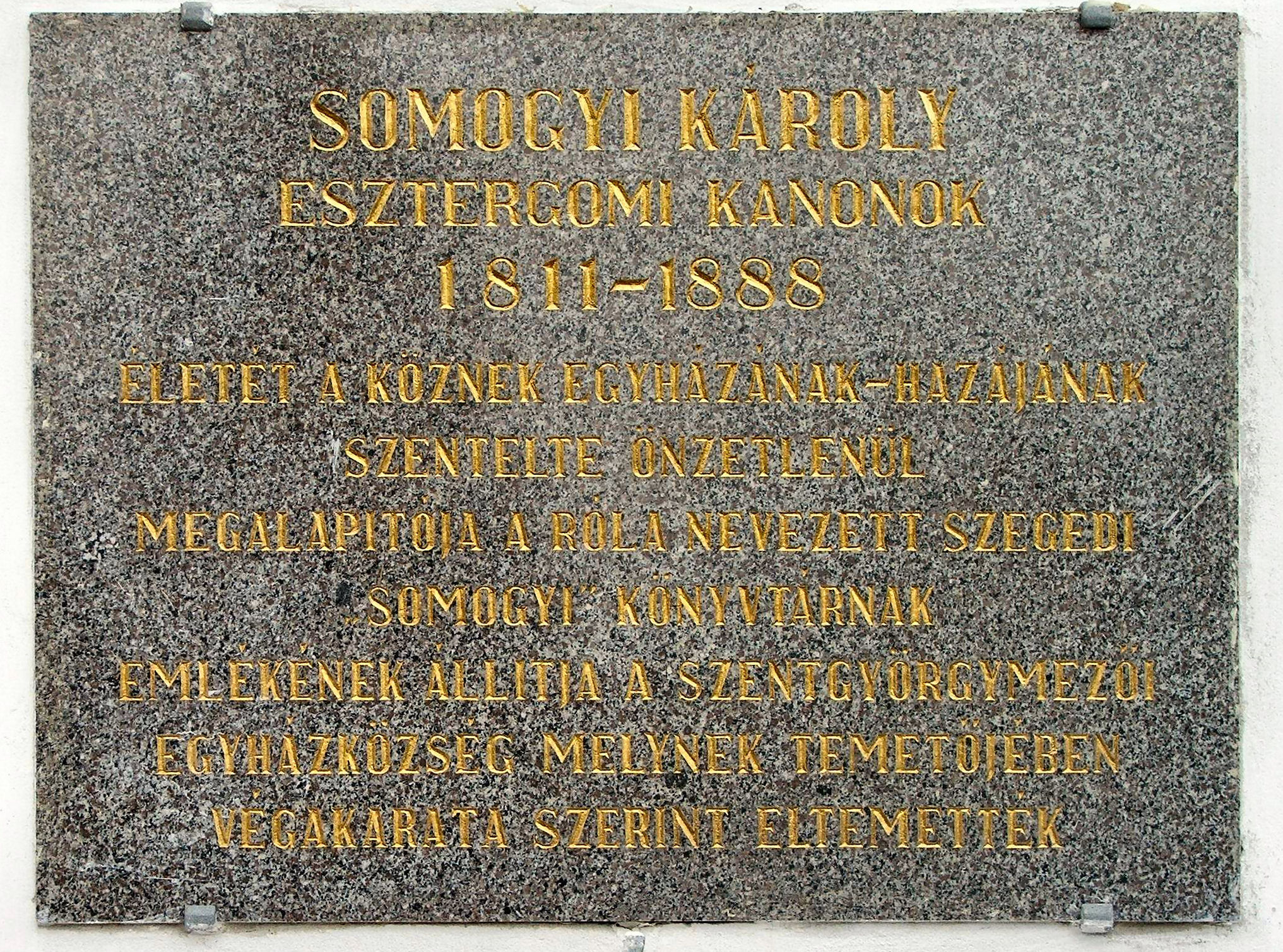
Emléktáblája a szentgyörgymezői temető Miklósffy-kápolnájának falán

## Életpályája
Édesanyja Kelemen Borbála (?-1839), Kelemen László unokahúga. Édesapja Somogyi Csizmazia Sándor, hites táblai ügyvéd volt. A szülők irodalmi munkásságából kiemelendő az 1807-ben Kelemen Borbála fordításában megjelent Karoline Pichler-mű, a Hasonlatosságok, valamint Somogyi Csizmazia Sándor Dentu mogerek vagy a' Magyaroknak ős-elei című műve. A család számára természetes életteret jelentettek a könyvek.
Somogyi Károly már gyermekként a papi hivatást választotta. 1834-ben szentelték fel. 1840-től munkatársa, majd szerkesztője lett a Religio és Nevelés című egyházi folyóiratnak. 1841-ben az esztergomi presbitérium tanárává és tanulmányi felügyelőjének nevezték ki. 1847-ben hittudományi doktorrá avatták a pesti egyetemen A törvények iránti engedelmességről különös tekintettel korunkra (1841) című értekezése alapján.
Alapító tagja volt A jó és olcsó könyvkiadó társulat-nak, a későbbi Szent István Társulatnak. 1858-ban levelező tagjává fogadta a Magyar Tudományos Akadémia. Székfoglaló előadását A bölcsészet lényege- és feladatáról címmel tartotta 1859-ben. Előbb pozsonyi (1861), majd 1865-ben esztergomi kanonokká nevezték ki.
Esztergomi kanonokként tette országos elismerést kiváltó, nemes felajánlását: 1881-ben – az 1879-ben árvíz sújtotta – Szegednek ajándékozta 43701 kötetes, felbecsülhetetlen értékű könyvtárát (Somogyi Károly Városi és Megyei Könyvtár). Ezután egyre nagyobb visszavonultságban élt. Szellemi aktivitását nem adta fel, tanulmányait, verseit jegyzetekkel ellátva kiadásra készítette elő.

## Művei
- A törvények iránti engedelmességről, különös tekintettel korunkra, Buda, 1841
- A bölcsészet lényege- és feladatáról, Pest, 1859
- A Magyar Korona országaihoz tartozó római katholikus papság és szerzetesrendek egyetemes névtára; szerk. S. Somogyi Károly; Lampel Róbert, Bp., 1878